# Berry-Bouy

Berry-Bouy este o comună în departamentul Cher, Franța. În 1 ianuarie 2022 avea o populație de 1.171 de locuitori.